# Боско Пиколо (Потенца)
Боско Пиколо (итал. Bosco Piccolo) је насеље у Италији у округу Потенца, региону Базиликата.
Према процени из 2011. у насељу је живело 61 становника. Насеље се налази на надморској висини од 797 м.